# 南聖何塞山 (加利福尼亞州)
南聖何塞山（英語：South San Jose Hills）是位於美國加利福尼亞州洛杉磯縣的一個人口普查指定地區。

## 地理
南聖何塞山的座標為34°00′41″N 117°54′17″W / 34.01139°N 117.90472°W，而該地最高點為海拔高度127米（即417英尺）。

## 人口
根據2010年美國人口普查的數據，南聖何塞山的面積為3.905平方千米，當中陸地面積為3.905平方千米，而水域面積為0.000平方千米。當地共有人口20551人，而人口密度為每平方千米5,262人。